# Houghton Hall
Houghton Hall è una residenza storica di campagna (country house) situata vicino alla zona costiera della contea di Norfolk, in Inghilterra. Fatta costruire per volontà del primo ministro britannico Sir Robert Walpole, essa è un raro esempio di architettura palladiana in Inghilterra.

## Storia
Sorta nei pressi del piccolo villaggio di Houghton, la residenza apparteneva originariamente a Carlo II, quando Sir Robert la ereditò dal padre nel 1700, fece demolire ciò che restava della prima costruzione e commissionò la costruzione di una nuova dimora, tuttavia i lavori non iniziarono se non nel 1708, quando Walpole, ormai all'apice della sua carriera politica, intese costruire una magione sontuosissima che fosse il simbolo e lo specchio della sua ascesa. Questo spiega anche perché la pietra di fondazione della nuova costruzione porti la data, di molto successiva, del 1722, anno in cui Walpole assurse al punto più alto della sua fama.
Nel 1717 l'architetto William Kent disegnò gli interni del nuovo palazzo, commissionati appositamente da Walpole per ospitare la sua famosissima collezione di dipinti. Alla realizzazione di questa residenza collaborarono altri grandi architetti come Henry Bell, James Gibbs, e Colen Campbell, tuttavia gran parte dell'edificio venne supervisionato dall'architetto Thomas Ripley, il quale realizzò anche la dimora di Wolterton Hall, commissionata dal fratello minore di Robert Walpole, Horatio.
Alla morte di Robert Walpole, nel 1745, la dimora venne ereditata da suo figlio Robert, secondo Conte di Orford, che morì nel 1751 lasciando la proprietà al terzo conte di Orford, George Walpole, con il quale coincide l'inizio di un lungo periodo di decadenza della magione, testimoniato dalla vendita della pregiata collezione di dipinti all'imperatrice Caterina II di Russia per pagare diversi debiti di famiglia, avvenuta nel 1779, e dalla demolizione delle sontuose scalinate della facciata occidentale ed orientale. Nel 1797 lo scrittore Horace Walpole, il quale aveva ereditato la costruzione, riuscì a riscattare tutti i debiti che gravavano sulla dimora salvando così non solo la proprietà ma tutti i beni in essa conservati, di grandissimo valore artistico e storico.

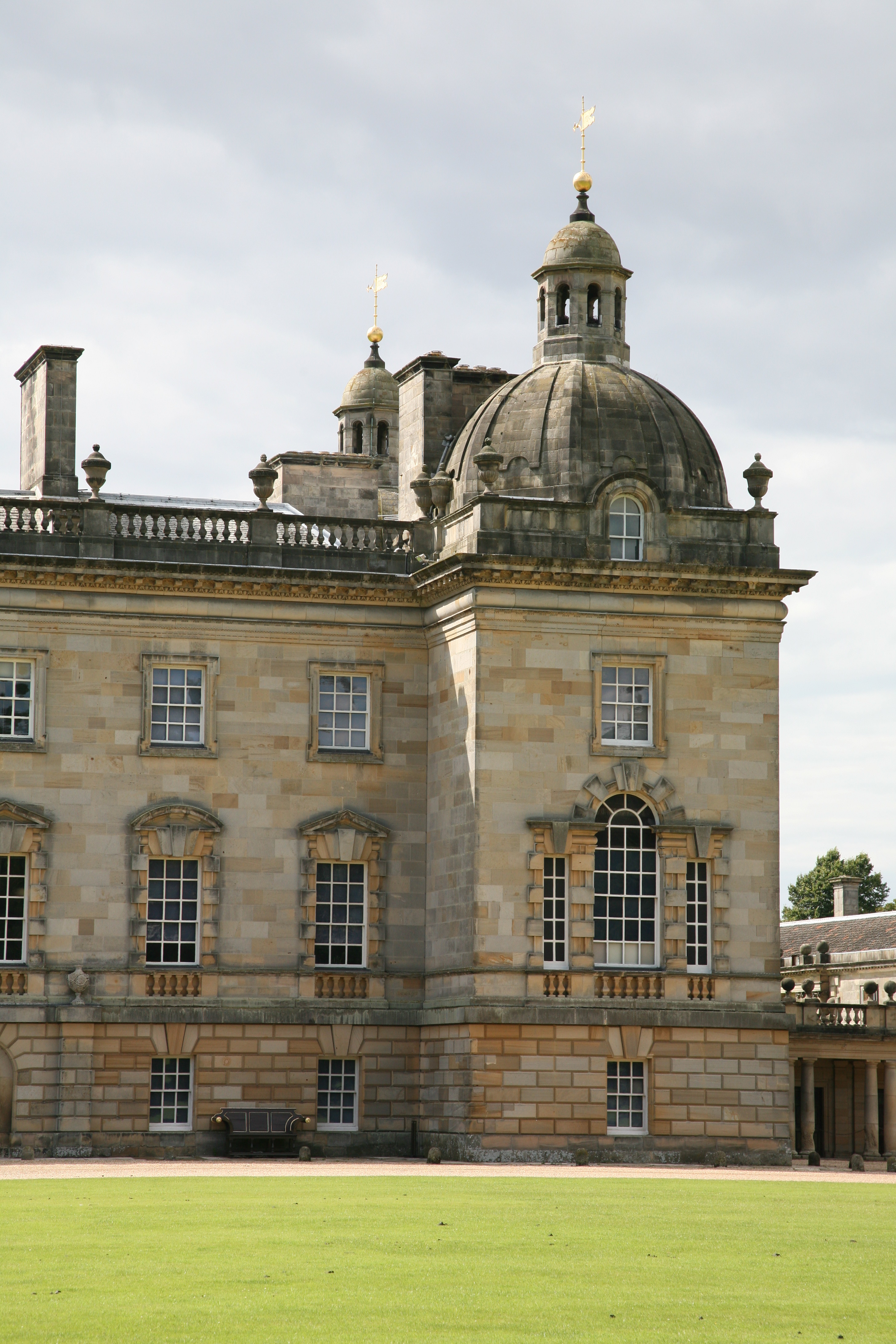
Particolare della facciata orientale

Nel 1814 la residenza venne offerta al duca di Wellington come ricompensa per la sua vittoria navale contro la Francia, tuttavia nonostante lo stesso duca fosse stato numerose volte ospite di Houghton Hall e ne apprezzasse il valore, l'offerta fu declinata. Nel frattempo la proprietà era passata nel 1797 ai marchesi di Cholmondeley, che vi fecero la loro dimora fino ai giorni nostri. 
Intorno al 1860 Houghton Hall subì una rinascita dovuta alla scelta della famiglia reale britannica di designare la vicina dimora di Sandringham House come residenza estiva. Nel 1970 Lady Sybyl Cholmondeley, moglie del quinto marchese di Cholmondeley, si occupò del restauro della dimora, commissionando la ricostruzione della scalinata lungo la facciata occidentale. Attualmente la residenza è ancora di proprietà della casata dei Cholmondeley che tuttavia l'hanno aperta al pubblico.

## Descrizione
La residenza ha un blocco principale rettangolare, con un basamento rustico al primo piano, sormontato da un piano nobile, a sua volta sormontato da un piano per la zona notte e da un attico. Il blocco principale è affiancato da due ali più basse, che si uniscono ad esso tramite un basso colonnato. Nonostante la facciata esterna sia molto elegante, essa è tuttavia molto semplice, di pietra grigia, in contrasto con l'interno che è al contrario decorato con molti colori. Sulla facciata occidentale sono poste tre grandi sculture di marmo rappresentanti Demostene, Minerva e una allegoria della Giustizia. All'interno della dimora c'è un gran uso di decorazioni in mogano, caratteristica peculiare di Houghton Hall. 
Il salone d'ingresso è stato disegnato da William Kent in collaborazione con J.M. Rysbrack, con decorazioni in stucco di Giuseppe Artaria (Arogno, 1697-Colonia, 1769), e contiene una copia in bronzo del Laocoonte conservato ai Musei Vaticani.